# بی سنت. لوئیس (میسیسیپی)
بی سنت. لوئیس (به انگلیسی: Bay St. Louis) شهری در ایالت میسیسیپی کشور ایالات متحده آمریکا است که جمعیت آن در سرشماری سال ۲۰۱۰ میلادی، ۹٬۲۶۰
نفر بوده‌است.